# Grünbach (Saxe)
Pour les articles homonymes, voir Grünbach.
Grünbach est une commune de Saxe (Allemagne), située dans l'arrondissement du Vogtland, dans le district de Chemnitz.